# Ābsokheyr
Ābsokheyr (persiska: آبسخیر, Tābān) är en ort i Iran.   Den ligger i provinsen Khuzestan, i den västra delen av landet, 600 km sydväst om huvudstaden Teheran. Ābsokheyr ligger 10 meter över havet och antalet invånare är 702.
Terrängen runt Ābsokheyr är mycket platt.Runt Ābsokheyr är det ganska tätbefolkat, med 144 invånare per kvadratkilometer. Närmaste större samhälle är Qajarīyeh-ye Yek, 7,5 km norr om Ābsokheyr. Omgivningarna runt Ābsokheyr är i huvudsak ett öppet busklandskap.